# Zelator
Der Zelator (lateinisch für Eiferer) ist in den Ordensgemeinschaften der römisch-katholischen Kirche der Gehilfe des Novizenmeisters. Die weibliche Form ist Zelatrix.
In der Hierarchie des magischen Ordens des Astrum Argenteum ist der Zelator (2° = 9□) einer der niederen Grade.